# Томилино
Томи́лино — посёлок городского типа в Московской области России. Входит в городской округ Люберцы.
Население — 30 597 чел. (2024).
Железнодорожная платформа Томилино расположена в 25 км по Рязанскому направлению Московской железной дороги от станции Москва-Пасс.-Казанская на юго-востоке от Москвы.

## География
Поселок расположен в центре городского округа Люберцы на Егорьевском шоссе Р105 по обе стороны железной дороги Рязанского направления.
В 2025 году запланировано начало строительства дублёра Егорьевского шоссе, который пройдёт через территорию Томилино. Завершение работ намечено на 2027 год.
С востока Томилино граничит с дачным поселком Красково, расположенным на другом берегу реки Пехорки, Малаховкой и с Раменским городским округом. С запада к Томилино примыкает город Люберцы, с севера — московский район Некрасовка. С юга расположены посёлок Егорово и деревня Кирилловка.

## История
Томилино — известное дачное место (начало осваиваться ещё в конце 1880-х). В XIX веке — владение князей Оболенских. Томилино считается основанным как пригородное поселение в 1894 году известным купцом Томилиным, где он выстроил свой дом. До сих пор посёлок привлекает своей близостью к Москве и Московской кольцевой автодороге.
Статус посёлка городского типа (рабочего посёлка) Томилино получило в 1961 году.
С 2006 до 2016 годы Томилино было административным центром городского поселения Томилино Люберецкого муниципального района. С 2017 года входит в городской округ Люберцы. Томилино вместе с  Октябрьским подчинены в администрации городского округа территориальному управлению Томилино-Октябрьский.
В 2024 году Томилино стал посёлком городского типа без конкретной специфики рабочего посёлка.

### Атака на Национальный центр вертолётостроения имени М. Л. Миля и Н. И. Камова (2024)
21 июля 2024 года Национальный центр вертолётостроения имени М. Л. Миля и Н. И. Камова, находящийся на территории Томилино, подвергся атаке БПЛА со стороны ВСУ, что было подтверждено Главным управлением разведки Украины. Согласно имеющейся информации, были уничтожены вертолёты Ми-28 и Ка-226.

## Население
| 1926    | 1939    | 1959    | 1970    | 1979    | 1989    | 2002    | 2006    |
| ------- | ------- | ------- | ------- | ------- | ------- | ------- | ------- |
| 1930    | ↗13 470 | ↗16 514 | ↗22 682 | ↗26 017 | ↗27 736 | ↗28 545 | ↘26 000 |
| 2009    | 2010    | 2012    | 2013    | 2014    | 2015    | 2016    | 2017    |
| ↗29 318 | ↗30 605 | ↗30 979 | ↗31 130 | →31 130 | ↗31 159 | ↗31 364 | ↗31 649 |
| 2018    | 2019    | 2020    | 2021    | 2023    | 2024    |         |         |
| ↘31 440 | ↘30 482 | ↘29 839 | ↗30 306 | ↘30 280 | ↗30 597 |         |         |

## Экономика
В Томилино расположен ряд крупных промышленных предприятий, в том числе завод «Звезда», известный выпуском скафандров для советских и российских космонавтов начиная с Юрия Гагарина, одними из лучших катапультных кресел в мире, хорошо зарекомендовавших себя во многих аварийных ситуациях. Рядом располагается Московский вертолётный завод им. М. Л. Миля (МВЗ). Создаётся российско-итальянское совместное предприятие HeliVert по сборке вертолётов AW-139.
В деревне Кирилловке действует «Московское производственное объединение по выпуску алмазного инструмента» (МПО ВАИ, ранее Томилинский завод алмазного инструмента — ТомАл)55°38′39″ с. ш. 37°57′56″ в. д., выросший из дореволюционной мельницы купца Калашникова, советских предприятий «Горнет» и «Кирилловский химик» по производству гуталина. Позже химическое предприятие переросло в «Томилинский абразивный завод» по производству шкурки для шлифования. С началом разработки месторождений природных алмазов в Якутии на заводе стали производить алмазные круги для обработки материалов. С 1963 года налажен выпуск синтетических алмазов. В 1977 году некоторые сотрудники завода и ВНИИАЛМАЗа стали лауреатами Государственной премии СССР за создание массового производства отечественного алмазного инструмента. После распада СССР завод начал испытывать трудности с закупкой синтетических алмазных порошков, остановил производство. Реорганизованный цех синтеза алмазов позволил заводу выйти на производственную мощностью 20 млн каратов в год.
Томилинский завод полупроводниковых приборов 55°39′46″ с. ш. 37°57′49″ в. д.(ТЗПП, ранее ТЭВЗ — Томилинский электровакуумный завод, ныне входит в группу компаний НПО «ИТЭЛМА» под именем НПП «Томилинский электронный завод» и ОАО «Томилинский завод полупроводников»), начавший работу в 1958 и прошедший процедуру банкротства — конкурсное производство было завершено в 2003 году. 8 мая 1971 года на ТЗПП прошёл концерт Владимира Высоцкого.

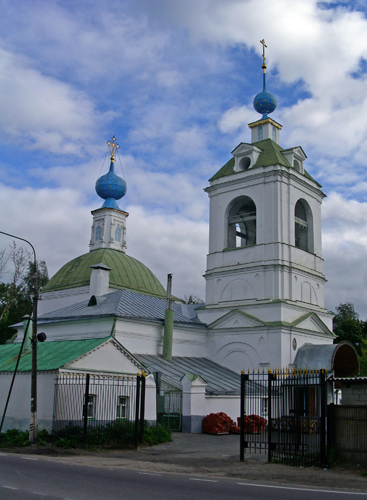
Храм Успения Пресвятой Богородицы (XVIII в.)

Помимо этого, действует текстильная фабрика.
Бывшая птицефабрика «Томилинская», основанная в 1929 году по инициативе А. Е. Бадаева, стала крупным складским комплексом — ТЛК «Томилино». Она называлась Томилинской по названию ближайшего большого посёлка, однако находилась она ближе к городу Люберцы55°39′03″ с. ш. 37°55′39″ в. д.. К 1941 году производство яиц достигло 11,6 млн шт. в год, содержалось около 160 тыс. голов птицы. Предприятие работало и в годы войны. К 1950 году производство яиц превысило довоенные показатели и составило 14,6 млн шт. в год. В 1975 году произошло крупное объединение Томилинских птицефабрик — создано Томилинское птицеводческое производственное объединение (ТППО) на базе птицефабрик «Томилинская», «Мирная», «Чеховская» и «Константиновская», ставшее крупнейшим птицеводческим хозяйством в СССР. Производство достигло 11 млн цыплят и 450 млн яиц в год (676 млн в 1989 году). В постперестроечный период предприятие пережило упадок, что и привело к банкротству в 2000 году. В 2001 году, после изменения состава акционеров ЗАО «Томилинской птицефабрики» и снятия внешнего управления, решено было отказаться от производства яиц и мяса птицы «из-за экологических проблем», отсутствия собственной кормовой базы, нерентабельности производства. Птицефабрика с 2003 года перестроена в склады.
В Томилине дислоцирована вещевая база Министерства обороны РФ, подчинённая вещевой службе Западного военного округа.

## Культура, социальная сфера

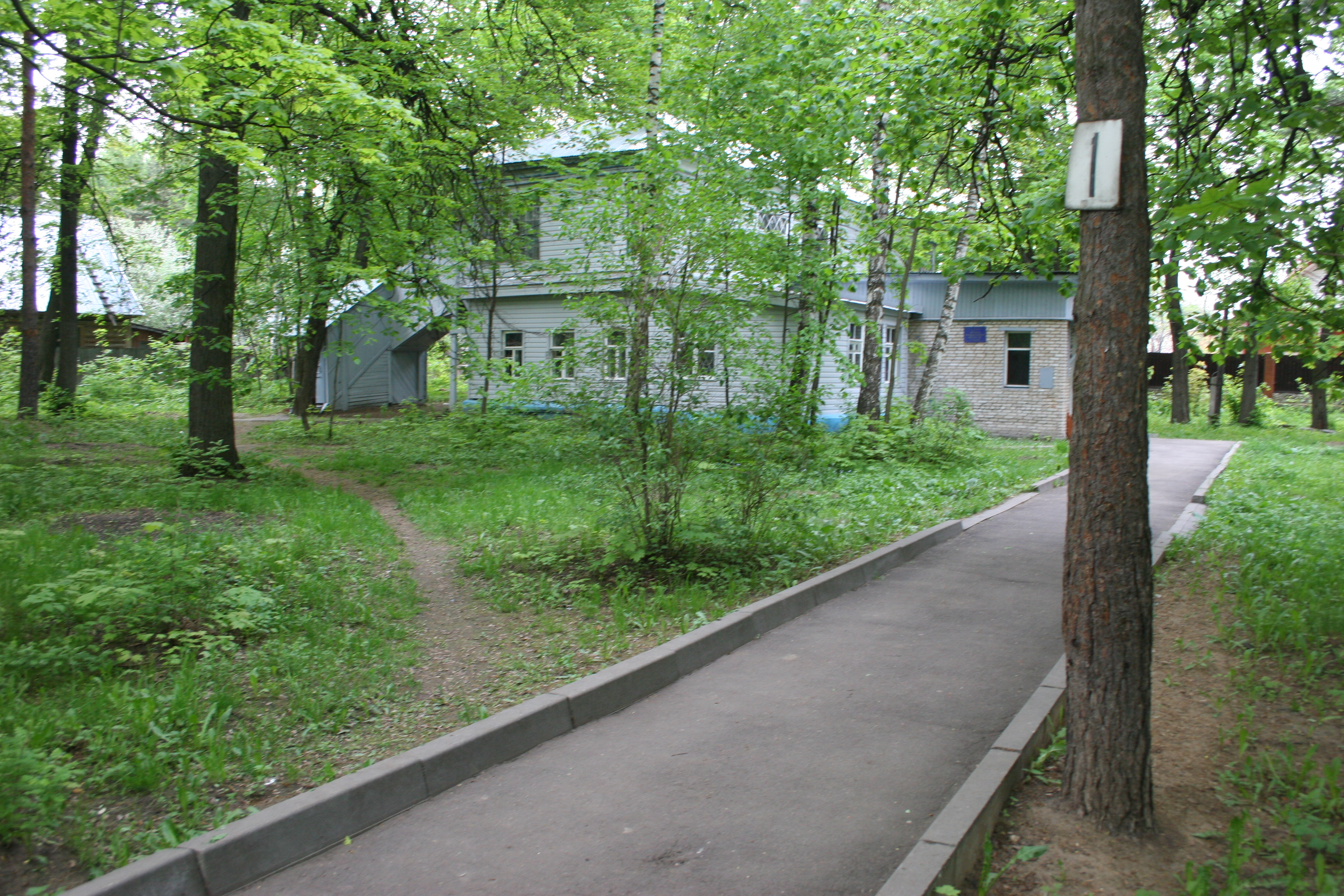
Детская музыкальная школа в Томилино

Спортивная школа, дом детского творчества, музыкальная школа, школа-интернат «Наш Дом», Детская деревня SOS, санаторно-лесная школа № 11. Газета «Томилинская новь» выходила с 2001 года по декабрь 2017 года. Телеканал «Томилино» ТВ вещал с декабря 2009 года по декабрь 2017 года. Также на территории поселка, в северной его части, находится "Центр культуры и семейного досуга «Томилино», который ведет культурно-просветительскую деятельность, направленную на удовлетворение духовных и культурных потребностей населения. Основными направлениями работы является организация досуга и приобщения жителей посёлка к творчеству, самообразованию, любительскому искусству и ремёслам. Создание и организация работы любительских и профессиональных творческих коллективов, кружков, студий, клубов по интересам различной направленности; Проведение различных культурно-массовых мероприятий, праздников, смотров, фестивалей, конкурсов, концертов, выставок, вечеров, спектаклей, игровых развлекательных программ.

## Достопримечательности
Храм Успения Пресвятой Богородицы (XVIII век), часовня Владимирской Божьей Матери.

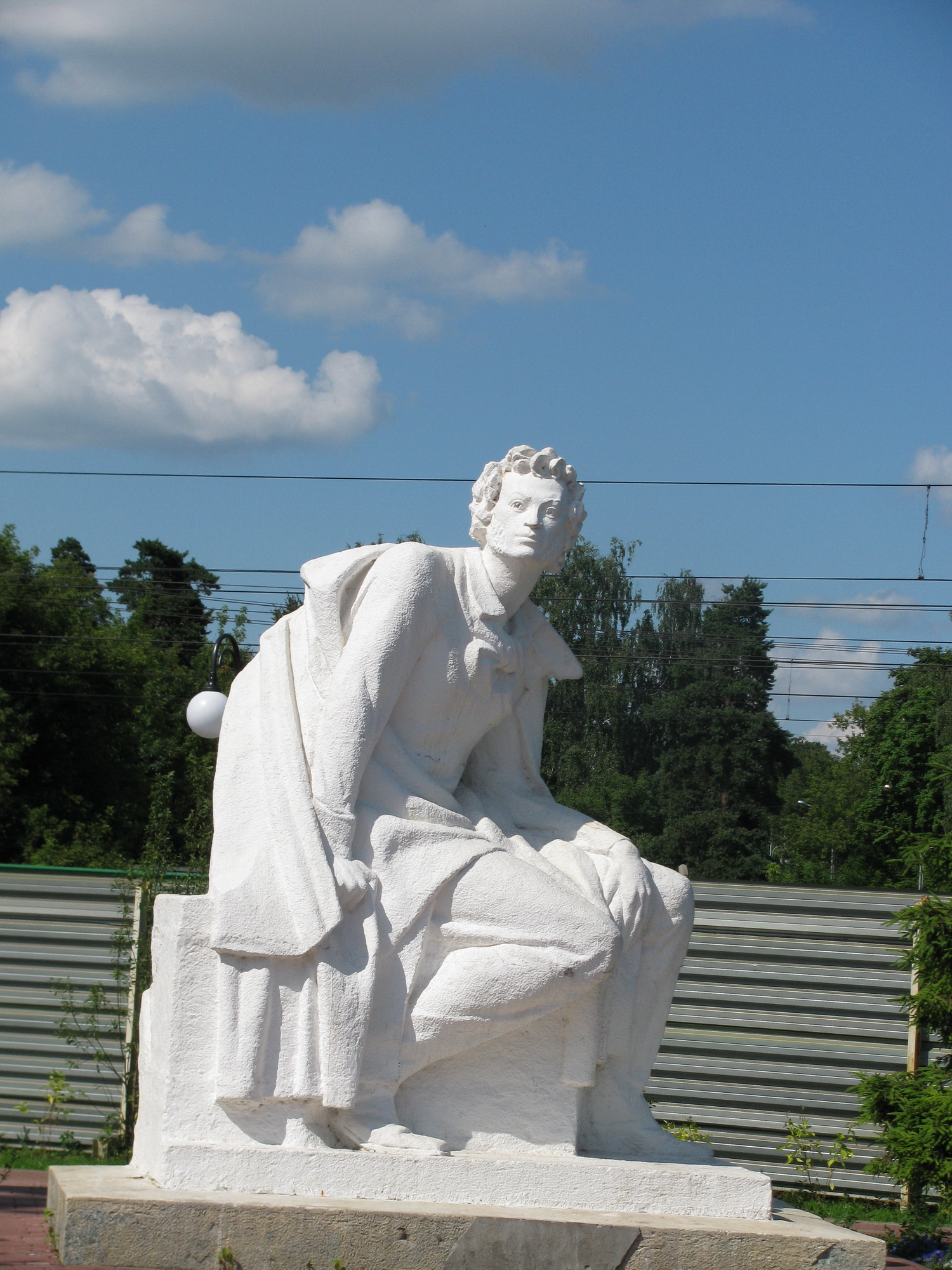
Памятник А.С. Пушкину в Томилино

Большинство улиц в посёлке названы в честь известных поэтов и писателей (ул. Пушкина, Фонвизина, Гоголя и др.), исключения — ул. Пионерская, Колхозная.